# Eimert van Middelkoop

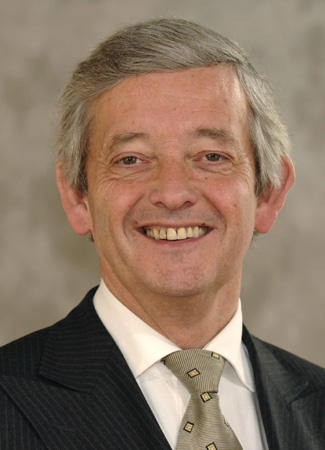
Eimert van Middelkoop

Eimert van Middelkoop (* 14. Februar 1949 in Berkel en Rodenrijs) ist ein niederländischer Politiker der ChristenUnie.

## Leben
Nach seiner Schulzeit studierte Van Middelkoop Soziologie an der Erasmus-Universität Rotterdam. 1973 wurde er Mitglied der Partei Gereformeerd Politiek Verbond (GPV). 2001 wurde Van Middelkoop Mitglied der ChristenUnie. Von 2003 bis 2007 war Van Middelkoop in der Ersten Kammer der Generalstaaten. Im Kabinett Balkenende IV war er vom 22. Februar 2007 bis 14. Oktober 2010 Verteidigungsminister der Niederlande und ab dem 23. Februar 2010 auch Minister für Bauwesen und Integration.